# Moses Williams
Moses Williams (2 marzo 1685 – Bridgwater, 2 marzo 1742) è stato un antiquario e religioso gallese.

## Biografia
Moses Williams era figlio di Samuel Williams, vicario di Llandyfriog e rettore di Llangynilo, nel Cardiganshire, e di Margaret, figlia di Jenkin Powell Prytherch, di Y Glaslyn, vicino a Llandysul, Ceredigion, nel sud-est del Galles. Fu ordinato diacono nel 1708 e sacerdote nel 1713. Era sposato con Margaret Davies di Cwmwysg, Defynnog.
Williams servì come curato di Chiddingstone, Kent (1708-1713), Vicario di Llanwenog, Cardiganshire (1715-1742), vicario di Defynnog, Brecknockshire (1716-1732), dove il suo nome fu scolpito su una delle travi della canonica, rettore di Chilton Trinity, Somerset, e infine vicario di St. Mary's, Bridgwater (1732-1742).
Williams fu eletto come Fellow of the Royal Society nel 1719. Morì a Bridgwater della contea di Somerset.

## Opere
Williams supervisionò la nuova edizione della Bibbia e del Libro delle preghiere comuni in gallese; la sua libreria, che conteneva diversi libri e manoscritti in gallese, passò in proprietà a William Jones e poi alla libreria di George Parker, II conte di Macclesfield al Castello di Shirburn. Oltre a scrivere il Repertorium Poeticum (in cui vengono riportate, tra le altre, alcune poesie di Ieuan Ddu ab Dafydd ab Owain), Williams lavorò con Edward Lhuyd all'Archaeologia Britannica (1707) e con William Wotton alle Leges Wallicae, un'edizione parallela al testo delle leggi di Hywel Dda, del 1730.